# Haus Mainusch

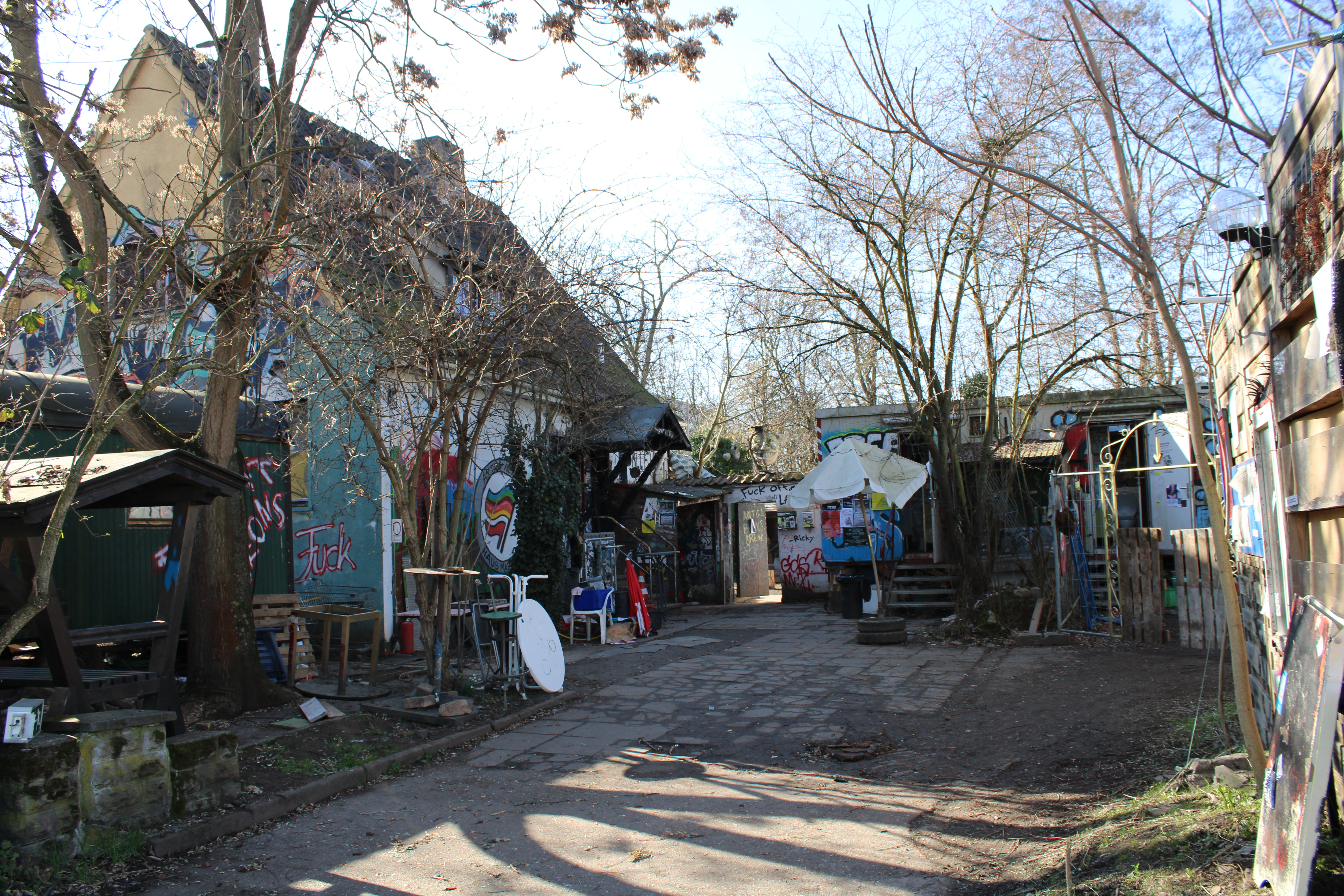
Haus Mainusch Ansicht von der Straße

Das Haus Mainusch ist ein Autonomes Zentrum auf dem Campus der Johannes Gutenberg-Universität Mainz. Die Nutzung als „Studentisches Kommunikationszentrum“ geht auf die Besetzung am 8. Juni 1988 zurück.

## Lage
Das Gebäude steht auf dem 520 Quadratmeter großen Grundstück Staudingerweg 23 auf dem Campus der Johannes Gutenberg-Universität Mainz. Das Gebäude ist der nördliche Nachbar des Studihauses und liegt gegenüber der Fläche, auf welcher sich bis 2019 das Studentenwohnheim Inter 1 befunden hat. Nördlich und westlich wird das Haus Mainusch von einer Bauwagensiedlung umschlossen.

## Entwicklung
Bei dem Gebäude handelt es sich um das ehemalige Haus eines Professors namens Mainusch. Das leer stehende Gebäude wurde am 8. Juni 1988 besetzt, um studentische Räume auf Gelände der Universität zu schaffen. Mehrfach gab es Neubauplanungen für das Grundstück. 1996 und 1998 sollte ein Jugendgästehaus bzw. eine Geschäftszeile errichtet werden. In 2000 plante man eine Ringstraße. Heute liegt die Liegenschaft im Zuständigkeitsbereich des Landesbetriebes Liegenschafts- und Baubetreuung (LBB), der auf dem Grundstück Planungen für ein Medienhaus anstellte. Aus diesem Grund sollte das Haus Mainusch in den vergangenen Jahren bereits mehrere Male abgerissen werden. Der Nutzungsvertrag läuft nun nach der Änderung der Medienhauspläne bis 2025.

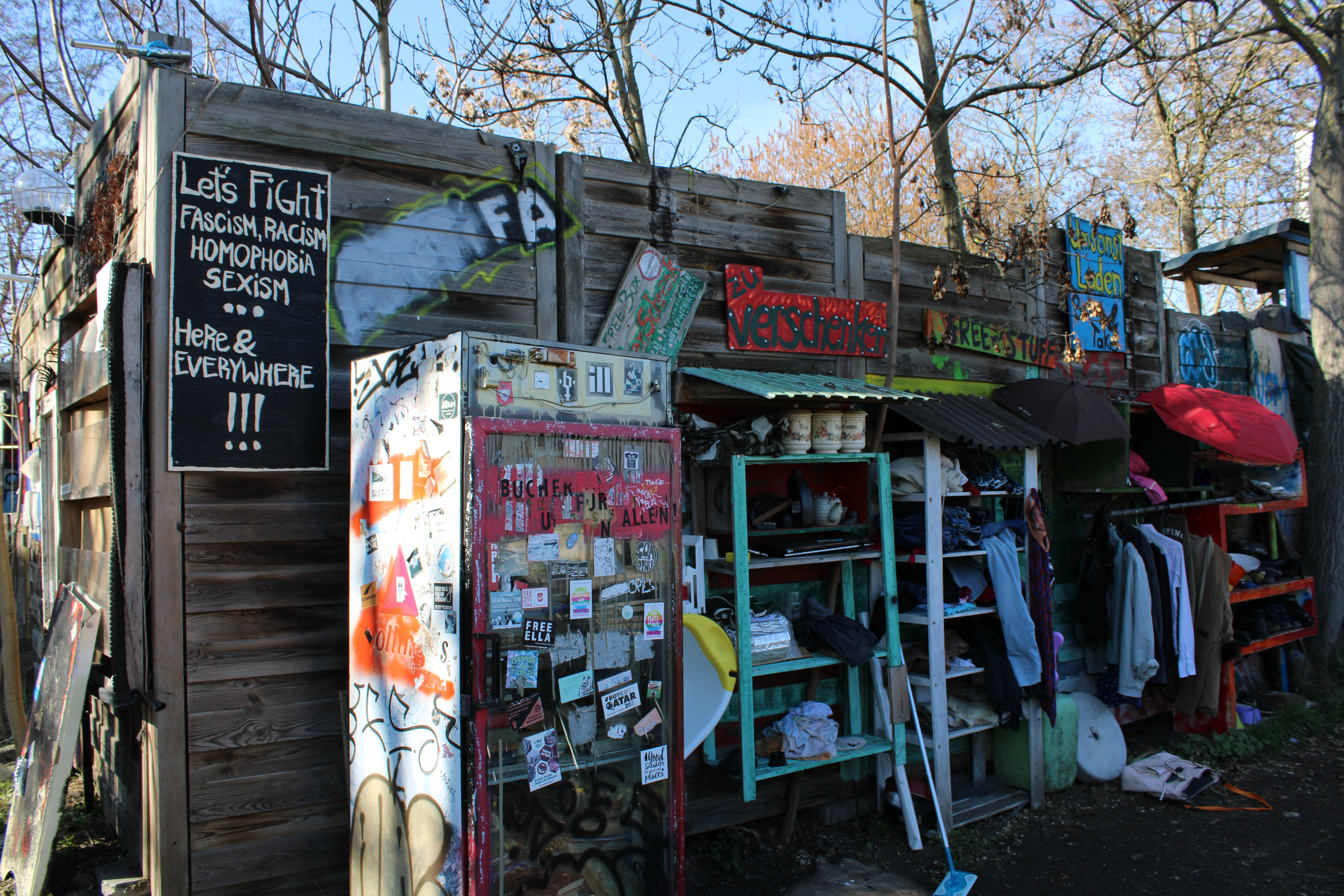
Umsonstladen an der Straße

Der Verein für ein unabhängiges Kommunikationszentrum an der Universität Mainz e.V. betreibt das Haus. Es finden politische und kulturelle Veranstaltungen statt. Dazu gehören Konzerte und Feste, Filme, Lesungen sowie politische Vorträge. Auf dem Grundstück befindet sich ein Umsonstladen und eine Bibliothek. In der Küche für Alle KüfA wird veganes Essen bereitet. Zum Konzept des Ortes gehört Teilhabe, Mitbestimmung sowie ehrenamtlichen Engagement.